# Guido Alberti
Guido Alberti (Benevento, 20 aprile 1909 – Roma, 3 agosto 1996) è stato un attore italiano.

## Biografia
Figlio dell'industriale Ugo, comproprietario della omonima fabbrica di torroni e del Liquore Strega, nacque a Benevento ed entrò sin da giovane nell'industria di famiglia, dove fu Presidente del Consiglio di Amministrazione dal 1957, ricoprendo la stessa carica anche nella IDA (Industria Dolciaria Alberti). Nel 1953 sposò l'astrologa Lucia Alberti. Intrapresa la carriera di attore nel 1963, fu diretto da importanti registi, tra i quali Federico Fellini con cui girò 8½ e Francesco Rosi con cui girò Le mani sulla città.
Prese parte anche a pellicole di Pier Paolo Pasolini (Il Decameron), Eduardo De Filippo (Spara forte, più forte... non capisco!), Roman Polański (Che?) e Mario Monicelli (Casanova '70). Ha recitato al fianco di famosi attori come Alain Delon, Al Pacino, Marcello Mastroianni, Anthony Quinn, Orson Welles, Virna Lisi, Massimo Girotti, Claudia Cardinale e Silvana Mangano. È stato attivo anche in televisione, interpretando gli sceneggiati televisivi Luisa Sanfelice, Resurrezione, Il Circolo Pickwick di Ugo Gregoretti (1968) Il processo Cuocolo di Gianni Serra (1969). Una delle sue ultime interpretazioni risale al 1991, anno in cui recitò ne Il portaborse di Daniele Luchetti. In radio fu conduttore nell'aprile 1976 dello storico programma d'intrattenimento radiofonico del mattino "Voi ed Io" per un intero mese tutti i giorni dal lunedì al sabato dalle 9 alle 11 su Radiouno Radiorai.

## Il premio Strega
Amico dei coniugi Goffredo e Maria Bellonci, entrò a far parte del loro famoso salotto letterario romano, dando vita con essi nel 1947 al Premio Strega, assegnato ai maggiori scrittori italiani contemporanei.

## Filmografia

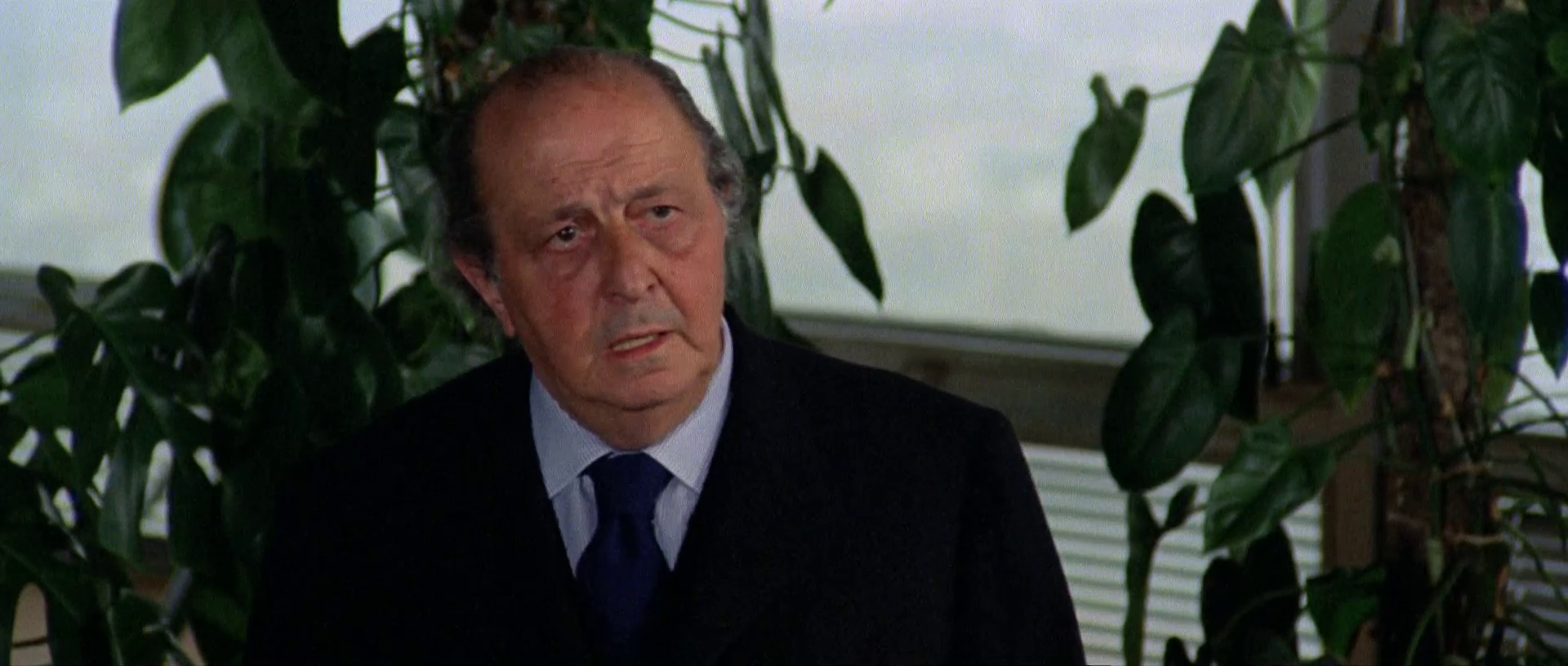
Guido Alberti nel film Milano odia: la polizia non può sparare (1974)

### Cinema
- Gli innamorati, regia di Mauro Bolognini (1955)
- 8½, regia di Federico Fellini (1963)
- Le mani sulla città, regia di Francesco Rosi (1963)
- La fuga, regia di Paolo Spinola (1964)
- La ballata del boia, regia di Luis García Berlanga (1964)
- Il triangolo circolare (Le Grain de sable), regia di Pierre Kast (1964)
- Aimez-vous les femmes?, regia di Jean Léon (1964)
- Le grain de sable, regia di Pierre Kast (1964)
- Le meravigliose avventure di Marco Polo (Lo scacchiere di Dio) (La fabuleuse aventure de Marco Polo), regia di Denys de La Patellière (1964)
- Su e giù, regia di Mino Guerrini (1965)
- Le soldatesse, regia di Valerio Zurlini (1965)
- Casanova '70, regia di Mario Monicelli (1965)
- Giulietta degli spiriti, regia di Federico Fellini (1965)
- Il morbidone, regia di Massimo Franciosa (1966)
- Un choix d'assassins, regia di Philippe Fourastié (1966)
- Spara forte, più forte... non capisco!, regia di Eduardo De Filippo (1966)
- La prova generale, regia di Romano Scavolini (1968)
- Niente rose per OSS 117, regia di Renzo Cerrato (1968)
- A qualsiasi prezzo, regia di Emilio P. Miraglia (1968)
- Ruba al prossimo tuo..., regia di Francesco Maselli (1969)
- Giovinezza giovinezza, regia di Franco Rossi (1969)
- La Califfa, regia di Alberto Bevilacqua (1970)
- Il delitto del diavolo, regia di Tonino Cervi (1970)
- Il Decameron, regia di Pier Paolo Pasolini (1971)
- Giornata nera per l'ariete, regia di Luigi Bazzoni (1971)
- Dieci incredibili giorni, regia di Claude Chabrol (1971)
- Che?, regia di Roman Polański (1972)
- Due contro la città, regia di José Giovanni (1973)
- Tony Arzenta (Big Guns), regia di Duccio Tessari (1973)
- La mano spietata della legge, regia di Mario Gariazzo (1973)
- Il clan del quartiere latino, regia di Bruno Gantillon (1973)
- La ragazza fuoristrada, regia di Luigi Scattini (1973)
- Il testimone deve tacere, regia di Giuseppe Rosati (1974)
- Spasmo, regia di Umberto Lenzi (1974)
- I violini del ballo, regia di Michel Drach (1974)
- Milano odia: la polizia non può sparare, regia di Umberto Lenzi (1974)
- Il giustiziere sfida la città, regia di Umberto Lenzi (1975)
- Roma drogata la polizia non può intervenire, regia di Lucio Marcaccini (1975)
- La sensualità è un attimo di vita, regia di Dante Marraccini (1975)
- Napoli violenta, regia di Umberto Lenzi (1976)
- Il Corsaro Nero, regia di Sergio Sollima (1976)
- Il cinico, l'infame, il violento, regia di Umberto Lenzi (1977)
- Un attimo, una vita, regia di Sydney Pollack (1977)
- L'affaire Suisse, regia di Max Peter Ammann (1978)
- Luca il contrabbandiere, regia di Lucio Fulci (1980)
- Napoli, Palermo, New York - Il triangolo della camorra, regia di Alfonso Brescia (1981)
- La guerrigliera, regia di Pierre Kast (1982)
- Lo specchio del desiderio, regia di Jean-Jacques Beineix (1983)
- Una strana passione, regia di Jean-Pierre Dougnac (1984)
- La ricerca, episodio di Juke box, regia di Michele Scura, Enzo Civitareale e Antonello Grimaldi (1985)
- Oddio, ci siamo persi il papa, regia di Robert M. Young (1986)
- Paura e amore, regia di Margarethe von Trotta (1988)
- Alcune signore per bene, regia di Bruno Gaburro (1990)
- Donne con le gonne, regia di Francesco Nuti (1991)
- Il portaborse, regia di Daniele Luchetti (1991)
- Donne in un giorno di festa, regia di Salvatore Maira (1993)

### Televisione
- Resurrezione, regia di Franco Enriquez (1965)
- Luisa Sanfelice, regia di Leonardo Cortese (1966)
- Il Circolo Pickwick, regia di Ugo Gregoretti (1968)
- Cristoforo Colombo, regia di Vittorio Cottafavi (1968)
- Oliver Cromwell: ritratto di un dittatore, regia di Vittorio Cottafavi (1969)
- Il cappello del prete (1970)
- Marcovaldo, regia di Giuseppe Bennati (1970)
- Le terre del sacramento, regia di Silverio Blasi (1970)
- I racconti di padre Brown, regia di Vittorio Cottafavi (1970)
- Ipotesi sulla scomparsa di un fisico atomico, regia di Leandro Castellani - film TV (1972)
- A come Andromeda, regia di Vittorio Cottafavi (1972)
- Cool Million, regia di Gene Levitt (1972)
- Un nemico del popolo, regia di Sandro Sequi (1973)
- La signora Ava, regia di Antonio Calenda (1975)
- Alle origini della mafia (1976)
- Storie della camorra, regia di Paolo Gazzara (1978)
- Lulù, regia di Mario Missiroli (1980)
- Une fugue à Venise, regia di Josée Dayan (1981)
- Ahi giovinezza giovinezza, regia di Edmo Fenoglio (1982)
- L'herbe rouge, regia di Pierre Kast (1985)
- Scoop, regia di José María Sánchez (1992)

## Doppiatori italiani
- Antonio Guidi in La Califfa, Il giustiziere sfida la città, Il cinico, l'infame, il violento, Un attimo, una vita
- Carlo Romano in Il triangolo circolare, Milano odia: la polizia non può sparare, Roma drogata la polizia non può intervenire
- Carlo Croccolo in 8½
- Renato Turi in Le soldatesse
- Enzo Liberti in Il morbidone
- Mario Colli in Spara forte, più forte... non capisco!
- Giorgio Piazza in A qualsiasi prezzo
- Gino Baghetti in Giornata nera per l'ariete
- Nando Gazzolo in Spasmo
- Arturo Dominici in Napoli violenta
- Alessandro Sperlì in Il Corsaro Nero
- Giacomo Furia in Luca il contrabbandiere